# Qafzeh 6
Qafzeh 6 è il fossile di un cranio di un ominide della specie Homo sapiens scoperto nella Grotta di Qafzeh in Israele nel 1933 da René Neuville .

## Descrizione
I resti, inizialmente identificati come appartenenti alla specie Homo neanderthalensis, successivamente sono stati attribuiti all'Homo sapiens